# Platygaster oblonga
Platygaster oblonga är en stekelart som beskrevs av Peter Neerup Buhl 2005. Platygaster oblonga ingår i släktet Platygaster och familjen gallmyggesteklar. Inga underarter finns listade i Catalogue of Life.